# Sierra (超級電腦)
Sierra，代號ATS-2，是IBM為美國能源部下屬的勞倫斯利佛摩國家實驗室建造的超級電腦，由美國國家核安全局管理，也是該局的第二套「先進技術系統」（Advanced Technology System，ATS），本機組與橡樹嶺國家實驗室的高峰使用幾乎相同的架構。
Sierra的運算節點採用IBM的Witherspoon S922LC OpenPOWER主機，每台主機中配備IBM POWER9 CPU配以NVIDIA Tesla V100運算加速卡，CPU和加速卡之間使用NVLink連接，每顆CPU配以兩塊運算加速卡，不過原始計劃裡是每顆CPU配以三塊運算加速卡。節點之間的連接採用EDR InfiniBand。

## 参見
- 三位一體 (超級電腦)，ATS-1，美國國家核安全局的第一組「先進技術系統」
- 高峰 (超級電腦)，使用同類系統的超級電腦（POWER9+NVLink+Telsa V100）
- OpenBMC